# LRG 3-757
LRG 3-757 – ogromna galaktyka eliptyczna położona w gwiazdozbiorze Lwa około 6,4 miliarda lat świetlnych od Ziemi. Odkryta została w 2007 roku przez międzynarodowy zespół naukowców przy pomocy przeglądów nieba SDSS.
Galaktyka ta jest w idealnym położeniu między dalszą galaktyką widoczną w tle a nami. Ogromna masa galaktyki sprawia, że działa ona jak soczewka grawitacyjna skupiając światło galaktyki zza niej w naszym kierunku. Sprawia to, że galaktyka w tle tworzy niemal pełny pierścień Einsteina, tworząc kształt przypominający podkowę.
LRG 3-757 jest zaliczana do typu galaktyk zwanymi LRG (ang. Luminous Red Galaxy), czyli jasnych, czerwonych galaktyk. Czerwona barwa w tego typu galaktykach bierze się z dużej ilości starych, czerwonych populacji gwiazdowych.

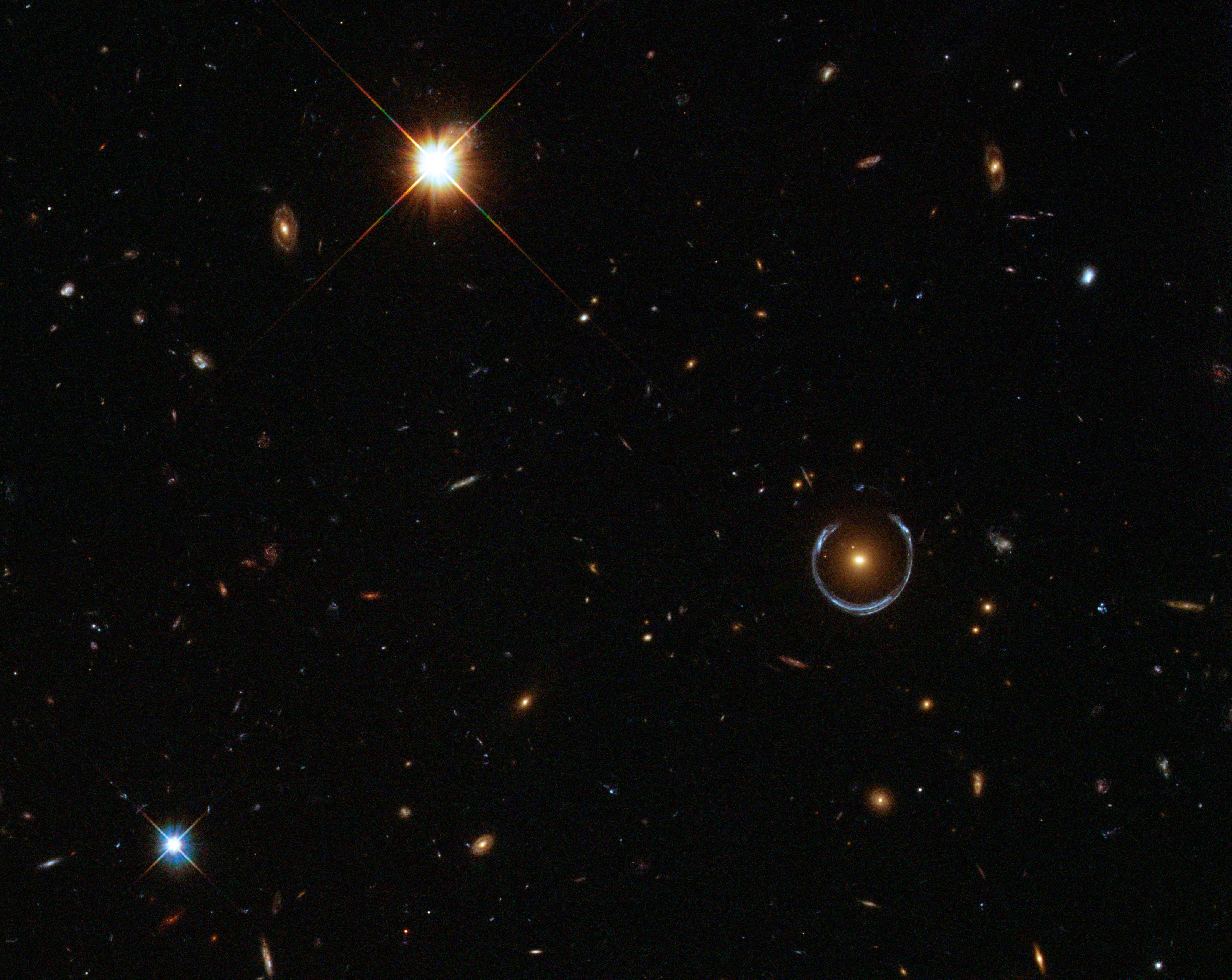
Nieprzycięta fotografia galaktyki wykonana przez Kosmiczny Teleskop Hubble'a